# Newton Diehl Baker junior

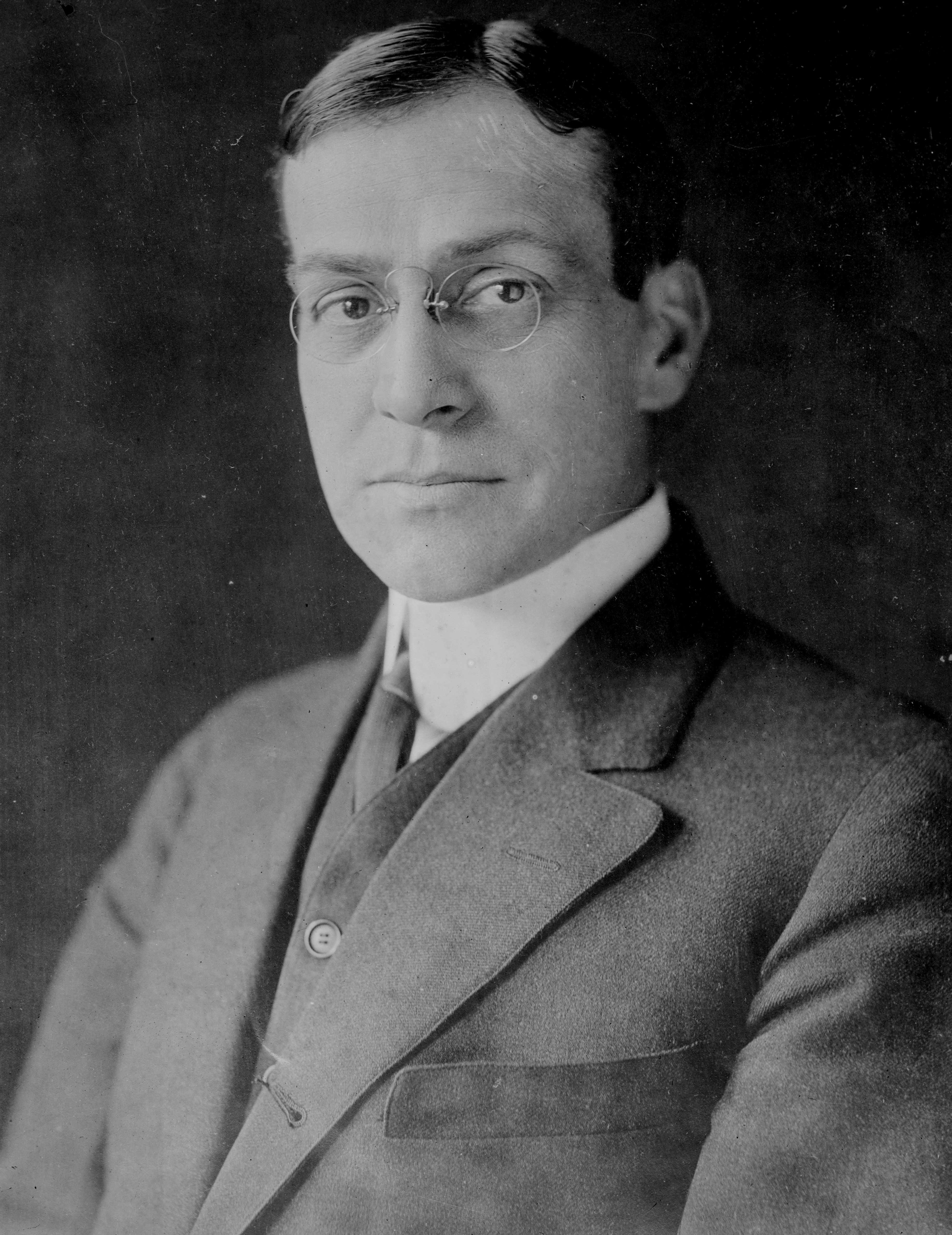
Newton Diehl Baker, Jr.

Newton Diehl Baker Jr. (* 3. Dezember 1871 in Martinsburg, Berkeley County, West Virginia; † 25. Dezember 1937 in Shaker Heights, Ohio) war ein US-amerikanischer Politiker der Demokratischen Partei und eine bemerkenswerte Figur in der progressiven Bewegung. Er war der 37. Bürgermeister von Cleveland zwischen 1912 und 1915 und US-Kriegsminister zwischen 1916 und 1921.

## Leben
Baker absolvierte 1892 die Johns Hopkins University. Nachdem er 1894 sein rechtswissenschaftliches Diplom an der Washington and Lee University erhalten hatte, wurde er Sekretär von US-Postminister William L. Wilson.
Nachdem er Washington verlassen hatte, zog Baker nach Cleveland, wo er aktiv in der lokalen Politik wurde. Er heiratete Elizabeth Leopold am 5. Juli 1902. Nach seinem Dienst als Staatsanwalt zwischen 1901 und 1909 wurde er 1911 Bürgermeister der Stadt. Als Stadtbeamter waren Bakers Hauptinteresse die öffentliche Befugnisse, Transportreform und Stadtverschönerung. Er war ein starker Unterstützer des Cleveland College (heute ein Teil von Case Western Reserve University).
Nach seiner Amtszeit als Bürgermeister von Cleveland 1916 gründete Baker zusammen mit zwei anderen Partnern die Kanzlei Baker & Hostetler. Als in den Vereinigten Staaten kontrovers über den Eintritt in den Ersten Weltkrieg diskutiert wurde, ernannte Präsident Woodrow Wilson Baker zum Kriegsminister, da Baker ein annehmbarer Anwärter für Politiker auf beiden Seiten war. Als Kriegsminister hatte Baker den Vorsitz über Amerikas militärische Miteinbeziehung in den Krieg (1917–1918), einschließlich der beispiellosen Bildung eines nationalen Wehrdienstes.
Nachdem Baker als Kriegsminister 1921 zurücktrat, praktizierte er wieder als Rechtsanwalt bei Baker & Hostetler und bekleidete nie wieder ein öffentliches Amt (obwohl er als Anwärter für die demokratische Nominierung für die Präsidentschaft 1924, 1928 und 1932 in Betracht stand).
1936 wurde er gewähltes Mitglied der American Philosophical Society.
Er starb am Weihnachtstag in Shaker Heights, einem Vorort von Cleveland, und wurde auf dem Lake View Cemetery begraben.

## Vermächtnis
1957 hat die Western Reserve University (jetzt Case Western Reserve) das Newton D. Baker Building zu seinen Ehren errichtet; es beheimatete zahlreiche Klassenzimmer und Ämter. Es befand sich an der Ecke von Adelbert and Euclid, jenseits der Severance Hall. Das Gebäude wurde im November 2004 abgerissen.
Heute ist die Kanzlei Baker & Hostetler, die durch Baker gegründet wurde, eine von den U.S. Top 100 Kanzleien mit mehr als 600 Rechtsanwälten, die Klienten im ganzen Land und weltweit vertreten. Die Kanzlei hat Büros in zehn US-Städten und vertritt einige führende Kapitalgesellschaften.

## Biographien und Quellen
- David D. Van Tassel, John J. Grabowski (Hrsg.): The Encyclopedia Of Cleveland History. Cleveland Bicentennial Commission, Cleveland, Ohio, ISBN 0-253-33056-4.
- John A. Garraty, Mark C. Carnes: American National Biography. Band 2: Baker, Newton Diehl. Oxford University Press, New York 1999.